# 索尔德河畔瓦伊
索尔德河畔瓦伊（法語：Vailly-sur-Sauldre，法語發音：[vaji syʁ soldʁ]）是法国谢尔省的一个市镇，位于该省北部偏东，属于布尔日区。

## 地理
索尔德河畔瓦伊（47°27'28"N, 2°39'1"E）面积18.25 平方千米，位于法国中央-卢瓦尔河谷大区谢尔省，该省份为法国中部省份，北起卢瓦雷省，西接卢瓦-谢尔省和安德尔省，南至克勒兹省，东南接阿列省，东临涅夫勒省。
与索尔德河畔瓦伊接壤的市镇（或旧市镇、城区）包括：巴尔略、当皮埃尔昂克罗、叙里埃斯布瓦、图村、维勒热农、皮埃尔菲特-埃斯布瓦。

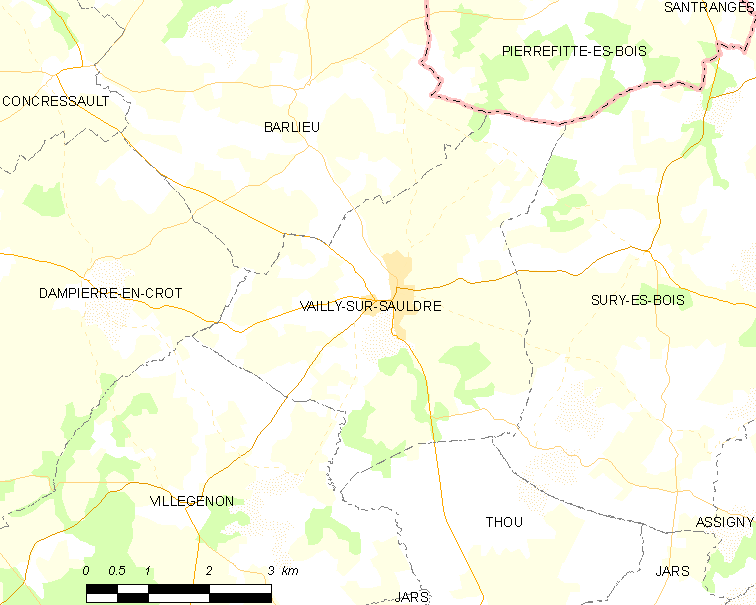
索尔德河畔瓦伊的OSM定位图

索尔德河畔瓦伊的时区为UTC+01:00、UTC+02:00（夏令时）。

## 行政
索尔德河畔瓦伊的邮政编码为18260，INSEE市镇编码为18269。

## 政治
索尔德河畔瓦伊所属的省级选区为桑塞尔县。

## 人口

1962-2008年间索尔德河畔瓦伊人口变化图示

索尔德河畔瓦伊于2022年1月1日时的人口数量为649人。